# Круглоголовка Молчанова
Круглоголовка Молчанова (Phrynocephalus moltschanowi) — представник роду круглоголовок з родини Агамових.

## Опис
Загальна довжина сягає до 6-7 см. Тіло досить струнке, приплюснуте, шия добре виражена, хвіст відносно довгий. Верхня поверхня морди поступово спускається вперед, ніздрі при розгляді зверху видно. Тулуб зверху вкрито однорідною гладкою лускою, злегка збільшеною на хребті. Потилична луска не більше за середньоспинну. Луска кінцівок здебільшого гладенька, на лусці внутрішньої сторони гомілки реберець немає. 
Забарвлення верхньої сторони тіла світло-сіре, з легким охристим відтінком. На спині два поздовжніх рядки неправильних чорних плям, які у дорослих агам виражені слабше, а іноді зовсім зникають. На нижній стороні хвоста 4-5 чорних поперечних смуг, кінець хвоста чорний. Яскраво забарвлених плям на спині немає. 

## Спосіб життя
Полюбляє тверді ґрунти, такири і солончаки з рідкісною рослинністю. У травні - на початку червня активність триває протягом усього світлого часу доби, з 8 до 20 години. Ховається у власних неглибоких норах, у спекотній час дня, вночі ховається біля чагарників. Харчується комахами.
Це яйцекладна ящірка. Статева зрілість досягається до кінця 1 року життя. Парування настає у травні-червні. Самиця відкладає 2-3 яйця, за сезон буває 2 кладки. 

## Розповсюдження
Мешкає у гирлі р. Амудар'ї, Сирдар'ї, південно-східній частини височини Бельтана.